# Grallaricula cucullata
Grallaricula cucullata là một loài chim trong họ Grallariidae.